# THX
THX es una compañía estadounidense con sede en San Francisco, California y fundada en 1983 por George Lucas. Se dedica a desarrollar estándares de audio y video de alta fidelidad para salas cinematográficas, sistemas de sonido caseros, bocinas para computadoras, consolas de videojuegos, sistemas de audio para automóviles y videojuegos. THX fue desarrollado por Tomlinson Holman en Lucasfilms, en 1983 para garantizar que la banda sonora de la tercera película de Star Wars: El Regreso del Jedi, fuera reproducida de la manera más precisa en las mejores salas de cine. Lo mismo fue en las películas de Disney, Mulán de 1998 y Tarzán de 1999. 
El sistema THX no es una tecnología de grabación y tampoco especifica un formato de grabación; todos los formatos de sonido, ya sea digital o analógico, pueden mostrarse en THX. 
Básicamente THX es un sistema para garantizar la calidad, de tal manera que salas de cine o sistemas de sonido casero o profesional podrán reproducir el contenido tal cual fue concebido en la sala de mezcla.
En 2002, THX fue comprada por Creative Technology Limited con el 60 % de la compañía.
En 2016, THX fue comprada por Razer Inc.

## Sistema
El sistema THX no es una tecnología de grabación, y tampoco es un formato de sonido; todos los sistemas de audio digitales (Dolby Digital, SDDS) y analógicos (Dolby SR, Ultra-Stereo) pueden ser "escuchados en THX". THX es más bien un sistema de control de calidad. Si un productor de sonido dice que su película está en THX, significa que la banda sonora de dicho film se escuchará exactamente igual que en el momento de su creación, indicándose en los cines y carátulas de la película el logotipo certificador de THX.

## Parodias
Ha sido objeto de parodias, como en el capítulo 99 de Los Simpson: El heredero de Burns, donde se escucha el famoso sonido en una sala de cine a un volumen excesivamente alto que revienta vidrios y cabezas al comenzar la película, o en cierto capítulo de Bob Esponja donde se proyecta una película aparece este sonido provocando que los peces griten y les estalle la cabeza. En otra parodia, en una de las películas de la serie de animación "Tiny Toons", aparece la leyenda después del sonido característico: "Ahora la audiencia está sorda" en la película Vecinos invasores, uno de los hijos puercoespines enciende por accidente la televisión y al escuchar el sonido de THX, esta le vuela las espinas.